# Miradouro da Feteira
O Miradouro da Feteira é um mirante português localizado na ilha açoriana de São Miguel, próximo do Pico Longo.
Do cimo deste miradouro e devido à altitude a que se encontra, que ronda os 500 metros é possível avistar uma longa extensão de terra e mar. Daqui, entre outras localidades avista-se o Faial da Terra, e Água Retorta, a Serra da Tronqueira e o Pico Verde.